# Флориан (Колумбия)
Флориан (исп. Florián) — город и муниципалитет в северо-восточной части Колумбии, на территории департамента Сантандер. Входит в состав провинции Велес.

## История
Поселение, из которого позднее вырос город, было основано в 1915 году. Муниципалитет Флориан был выделен в отдельную административную единицу в 1975 году.

## Географическое положение

Муниципалитет Флориан

Город расположен в юго-западной части департамента, в горной местности Восточной Кордильеры, на расстоянии приблизительно 168 километров к юго-западу от города Букараманги, административного центра департамента. Абсолютная высота — 1623 метра над уровнем моря.
Муниципалитет Флориан граничит на севере с территорией муниципалитета Ла-Бельеса, на северо-востоке — с муниципалитетом Хесус-Мария, на юго-востоке — с муниципалитетом Альбания, на юго-западе — с территорией департамента Бояка. Площадь муниципалитета составляет 191 км².

## Население
По данным Национального административного департамента статистики Колумбии, совокупная численность населения города и муниципалитета в 2015 году составляла 6301 человек.
Динамика численности населения муниципалитета по годам:
| 2005 | 2006 | 2007 | 2008 | 2009 | 2010 | 2011 | 2012 | 2013 | 2014 | 2015 |
| ---- | ---- | ---- | ---- | ---- | ---- | ---- | ---- | ---- | ---- | ---- |
| 6378 | 6371 | 6363 | 6356 | 6348 | 6341 | 6333 | 6325 | 6317 | 6309 | 6301 |

Согласно данным переписи 2005 года мужчины составляли 52,5 % от населения Флориана, женщины — соответственно 47,5 %. В расовом отношении белые и метисы составляли 97,9 % от населения города; негры, мулаты и райсальцы — 2,1 %.
Уровень грамотности среди всего населения составлял 79,3 %.

## Экономика
51,4 % от общего числа городских и муниципальных предприятий составляют предприятия торговой сферы, 40 % — предприятия сферы обслуживания, 5,7 % — промышленные предприятия, 2,9 % — предприятия иных отраслей экономики.